# Kbel (district de Plzeň-Sud)
Pour les articles homonymes, voir Kbel.
Kbel est une commune du district de Plzeň-Sud, dans la région de Plzeň, en République tchèque. Sa population s'élevait à 280 habitants en 2022.

## Géographie
Kbel se trouve à 13 km au nord-nord-est de Klatovy, à 28 km au sud de Plzeň et à 101 km au sud-ouest de Prague.

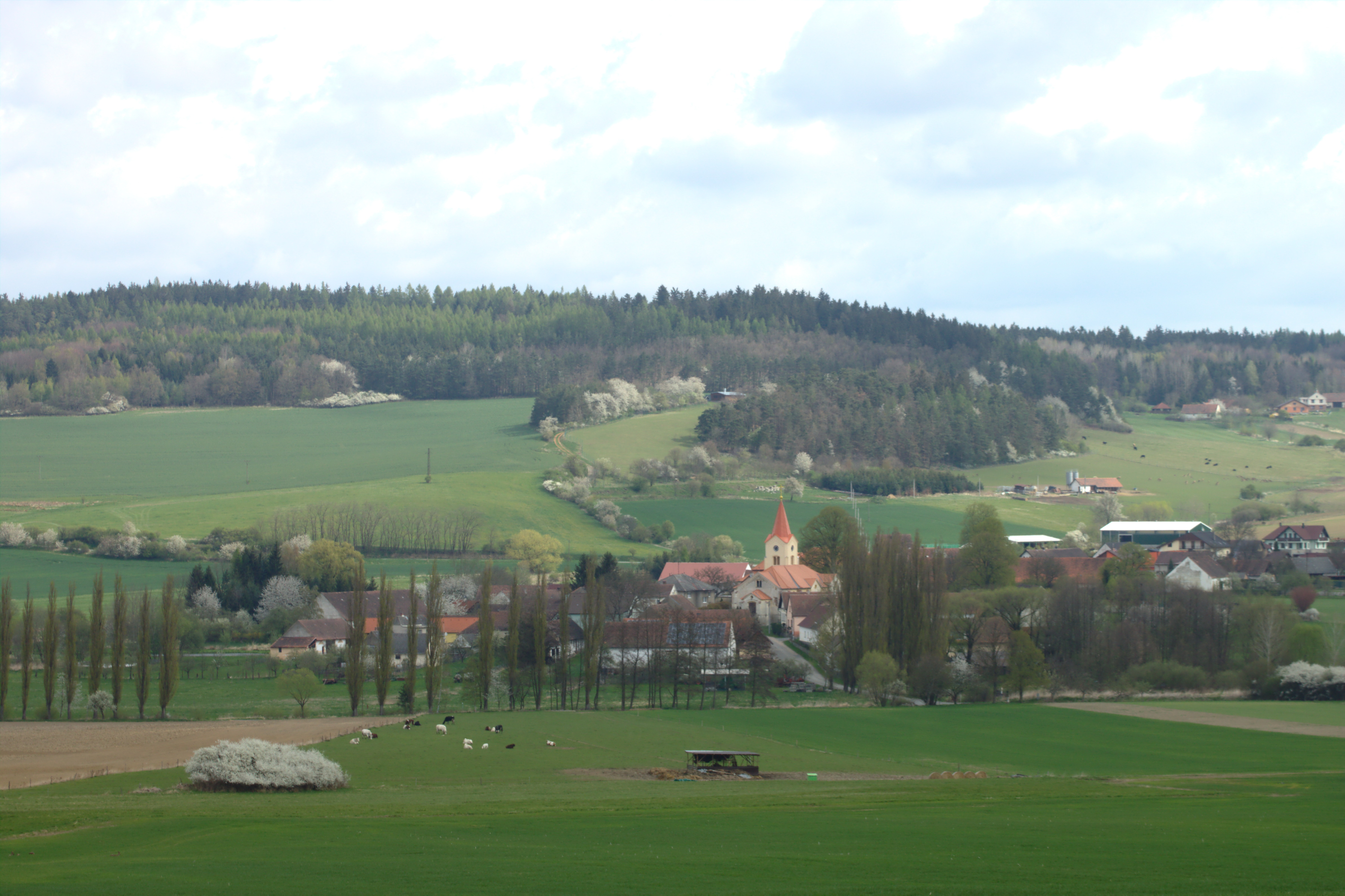
Kbel : vue générale.

La commune est limitée par Vlčí au nord, par Týniště au nord-est, par Měčín à l'est et au sud, et par Švihov à l'ouest.

## Histoire
La première mention écrite de la localité date de 1352.

## Administration
La commune se compose de deux quartiers ou sections cadastrales :
- Kbel u Přeštic (comprend les hameaux de Nová Ves et Babice)
- Malinec (comprend le hameau de Mečkov)

## Galerie

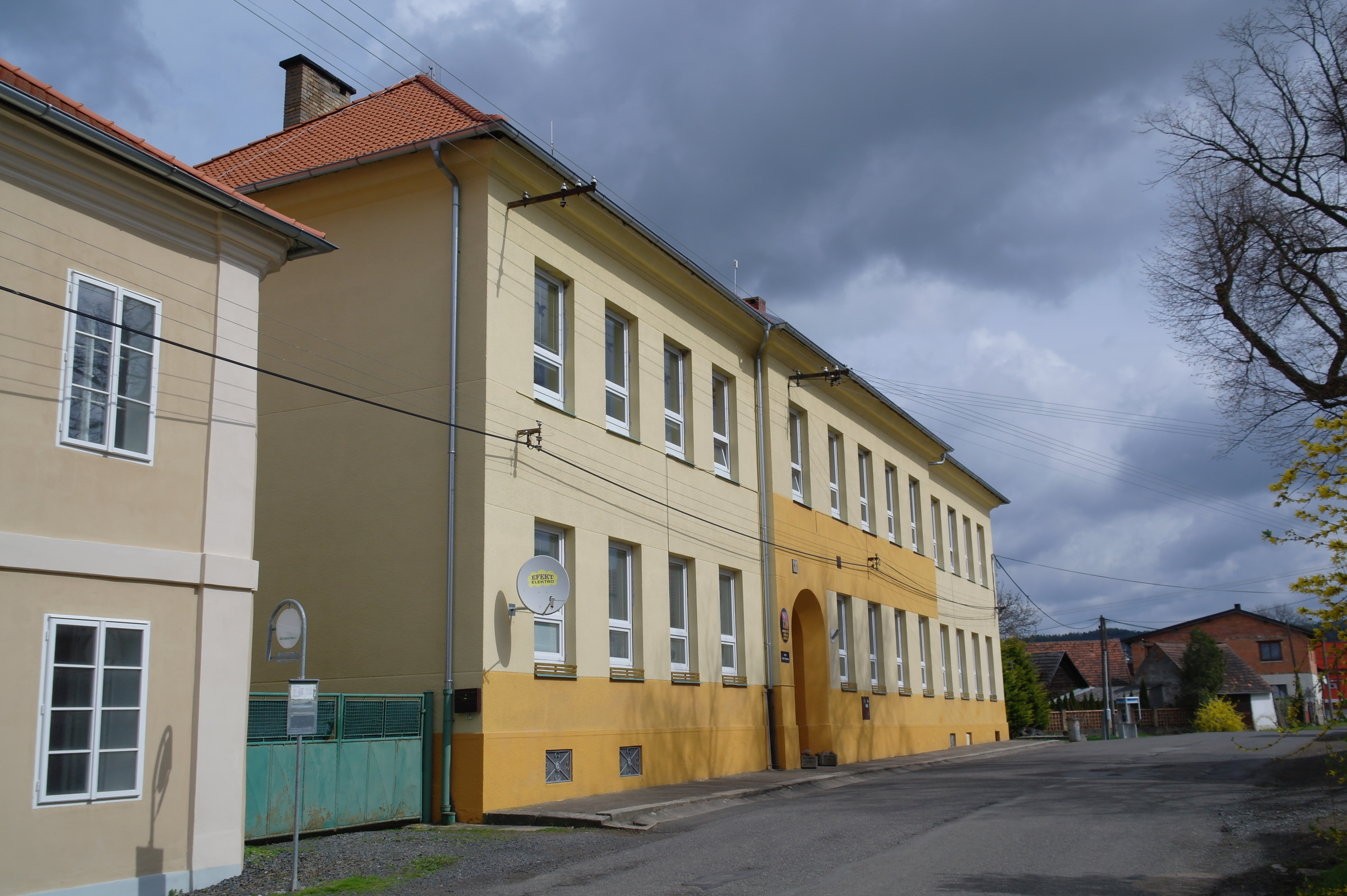
Kbel : la mairie.
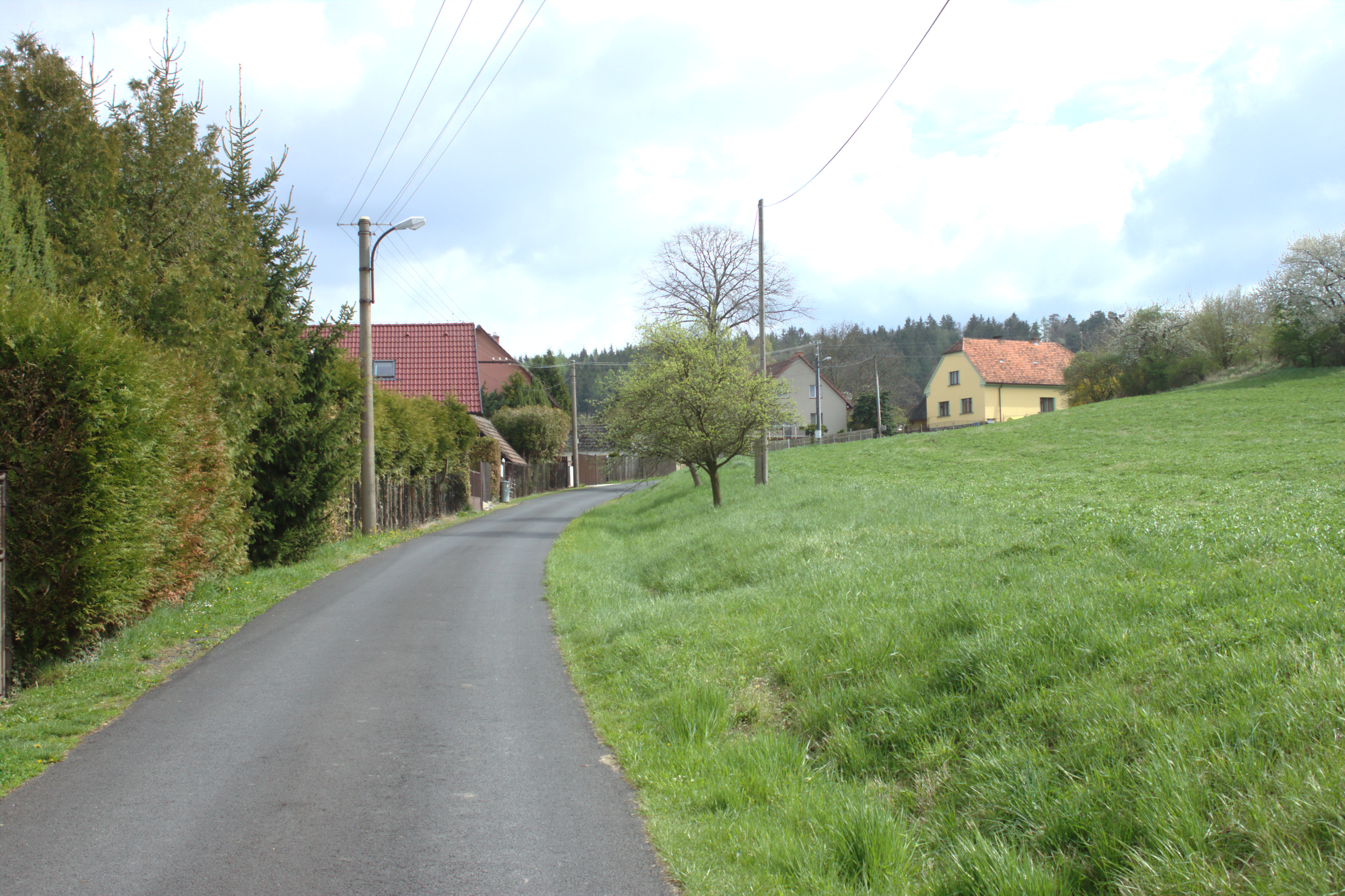
Babice.

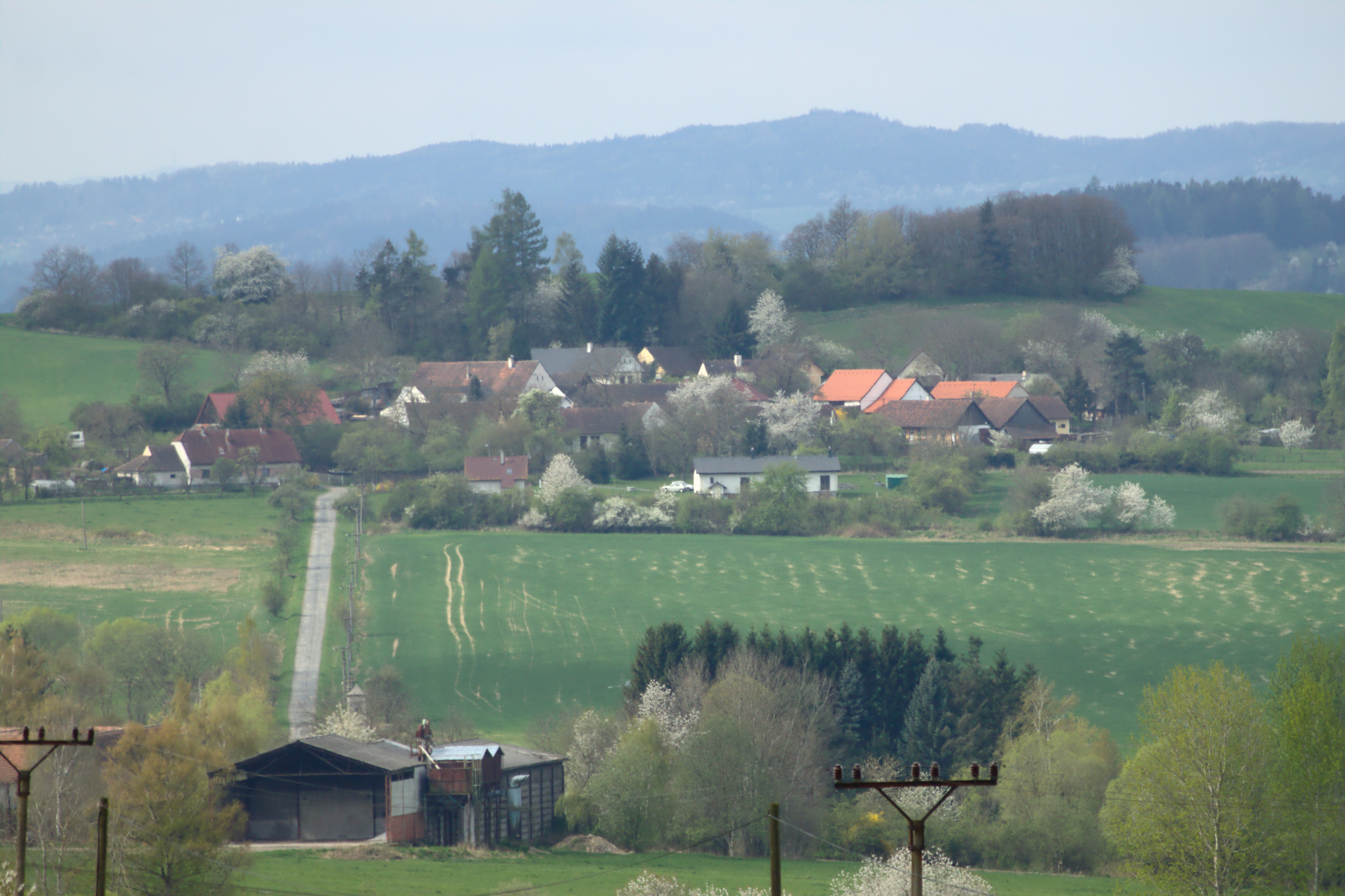
Mečkov.
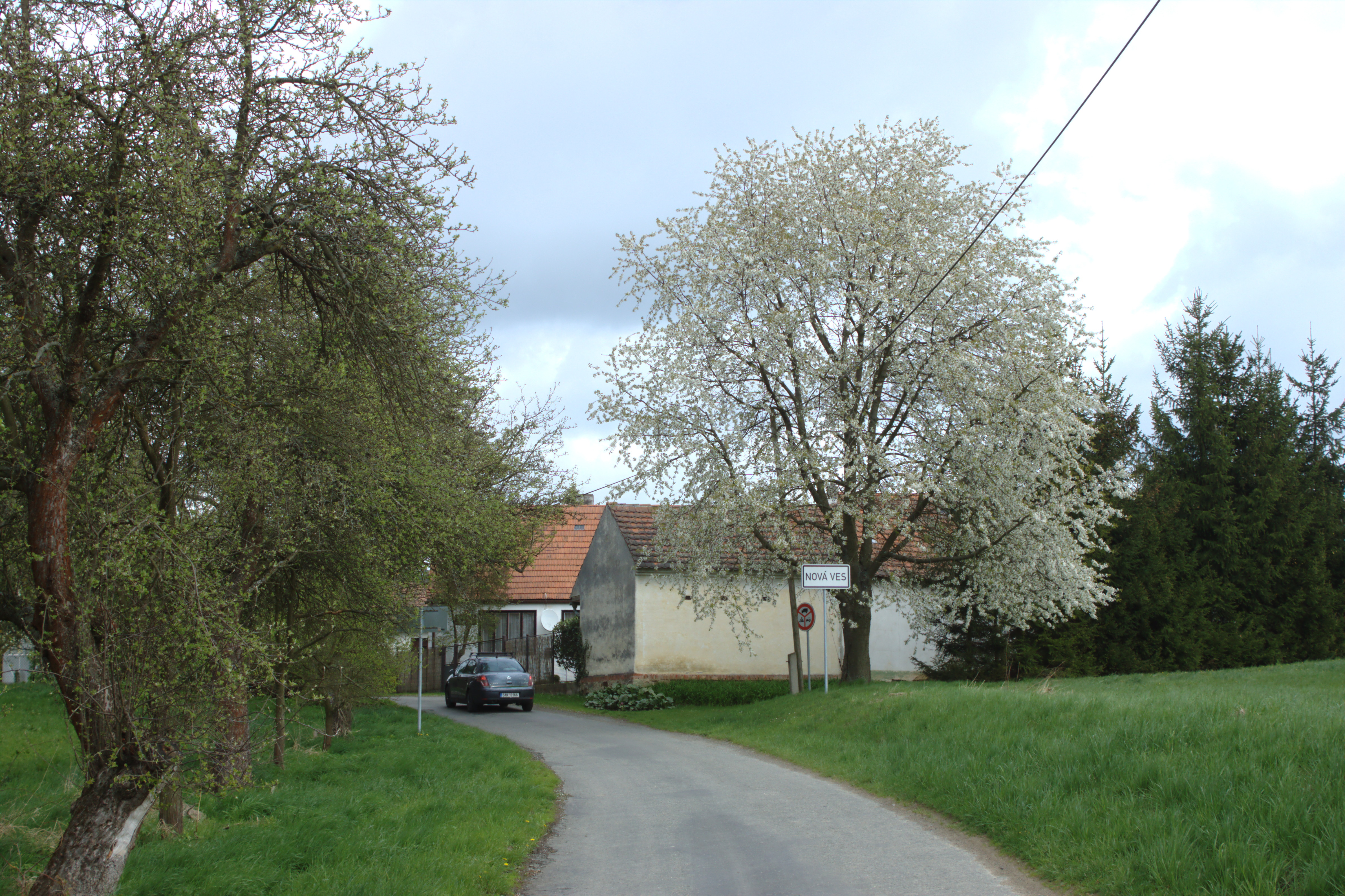
Nová Ves.

## Transports
Par la route, Kbel se trouve à 11 km de Přeštice, à 21 km de Klatovy, à 33 km de Plzeň et à 121 km de Prague.